# Muzej Domovinskog rata u Dubrovniku
Muzej Domovinskog rata Dubrovnik u Dubrovniku, smješten u prizemlju tvrđave Imperijal na brdu Srđ, prostor je u kojem je izložen stalni postav i istoimena izložba Dubrovnik u Domovinskom ratu 1991. – 1995.

## Postav
Muzej je prvi put otvoren za javnost 5. kolovoza 2008. godine, na Dan domovinske zahvalnosti. Prostor muzeja raspolaže s oko 500 izloženih eksponata iz razdoblja 1991. – 1995. za vrijeme obrane Dubrovnika. Glavna tema postava je Dubrovnik u Domovinskom ratu 1991. – 1995. i povijest objekta "Fort Imperial", a Domovinski rat na dubrovačkom području obrađen je kroz četiri tematske cjeline:
- Pad Dubrovačke Republike i povijest objekta "Fort Imperial",
- Srpsko-crnogorska agresija 1991.,
- Dani pobjede - oslobodilačke akcije Hrvatske vojske,
- Stradanje stanovništva, civilnih objekata i spomenika kulture.

## Eksponati
U dubrovačkom Muzeju Domovinskog rata izloženi su brojni autentični dokumenti, umjetničke i dokumentarne fotografije, tiskana građa, naoružanje branitelja Dubrovnika, minsko eksplozivna sredstva, ratne karte i zapovijedi, dijelovi vojne opreme, predmeti iz svakodnevnog života Dubrovčana i branitelja u agresorskom okruženju, autentične snimke i video materijal, sjećanja sudionika, ratne zastave braniteljskih postrojbi, originalni stijeg sa Srđa iz 1991., planovi minskih polja, ratni dnevnici i slična građa.